# Société nouvelle (Canada)
 (juillet 2021).
La mise en forme du texte ne suit pas les recommandations de Wikipédia : il faut le « wikifier ».
Les points d'amélioration suivants sont les cas les plus fréquents. Le détail des points à revoir est peut-être précisé sur la page de discussion.
- Les titres sont pré-formatés par le logiciel. Ils ne sont ni en capitales, ni en gras.
- Le texte ne doit pas être écrit en capitales (les noms de famille non plus), ni en gras, ni en italique, ni en « petit »…
- Le gras n'est utilisé que pour surligner le titre de l'article dans l'introduction, une seule fois.
- L'italique est rarement utilisé : mots en langue étrangère, titres d'œuvres, noms de bateaux, etc.
- Les citations ne sont pas en italique mais en corps de texte normal. Elles sont entourées par des guillemets français : « et ».
- Les listes à puces sont à éviter, des paragraphes rédigés étant largement préférés. Les tableaux sont à réserver à la présentation de données structurées (résultats, etc.).
- Les appels de note de bas de page (petits chiffres en exposant, introduits par l'outil «  Source ») sont à placer entre la fin de phrase et le point final[comme ça].
- Les liens internes (vers d'autres articles de Wikipédia) sont à choisir avec parcimonie. Créez des liens vers des articles approfondissant le sujet. Les termes génériques sans rapport avec le sujet sont à éviter, ainsi que les répétitions de liens vers un même terme.
- Les liens externes sont à placer uniquement dans une section « Liens externes », à la fin de l'article. Ces liens sont à choisir avec parcimonie suivant les règles définies. Si un lien sert de source à l'article, son insertion dans le texte est à faire par les notes de bas de page.
- La présentation des références doit suivre les conventions bibliographiques. Il est recommandé d'utiliser les modèles {{Ouvrage}}, {{Chapitre}}, {{Article}}, {{Lien web}} et/ou {{Bibliographie}}. Le mode d'édition visuel peut mettre en forme automatiquement les références.
- Insérer une infobox (cadre d'informations à droite) n'est pas obligatoire pour parachever la mise en page.

Pour une aide détaillée, merci de consulter Aide:Wikification.
Si vous pensez que ces points ont été résolus, vous pouvez retirer ce bandeau et améliorer la mise en forme d'un autre article.
Pour les articles homonymes, voir Société nouvelle.
Société nouvelle (anglais : Challenge for Change) était un projet de film et de vidéo participatif créé par l'Office national du film du Canada en 1967. Actif jusqu'en 1980, Société nouvelle a utilisé la production cinématographique et vidéo pour éclairer les préoccupations sociales de diverses communautés au Canada, grâce au financement de huit ministères différents du gouvernement canadien. L'impulsion pour le programme était la conviction que le film et la vidéo étaient des outils utiles pour amorcer le changement social et éliminer la pauvreté.
Au total, le programme Société nouvelle conduira à la création de plus de 200 films et vidéos : environ 145 œuvres en anglais et plus de 60 en français.
La collection comprend notamment 27 films de Colin Low sur la vie sur l'île Fogo, Terre-Neuve, produits en 1967. Connus collectivement sous le nom de The Fogo Process, ces films de l'île Fogo ont eu un impact énorme sur l'orientation future du programme et ont été créés grâce à la vision de l'universitaire terre- neuvien Donald Snowden, qui a vu le besoin d'un projet de médias communautaires dès 1965,,.
Lancé par John Kemeny, Colin Low, Fernand Dansereau et Robert Forget, et plus tard dirigé par George C. Stoney, le programme Société nouvelle (alias Challenge for Change) a été conçu pour donner la parole aux « sans voix ». Un aspect clé de Société nouvelle  était le transfert du contrôle sur le processus de réalisation d'un film des cinéastes professionnels aux membres de la communauté, afin que les Canadiens ordinaires des communautés sous-représentées puissent raconter leurs propres histoires à l'écran. Le dialogue communautaire et les réponses du gouvernement aux problèmes étaient cruciaux pour le programme et prenaient le pas sur la « qualité » des films produits. L'émission de langue française Société Nouvelle a été mise sur pied sous la direction du producteur exécutif Léonard Forest.
Au fur et à mesure que le programme se développait, la responsabilité de la production cinématographique était de plus en plus confiée aux membres de la communauté, qui à la fois filmaient les événements et avaient leur mot à dire dans le montage des films, grâce à des projections préalables ouvertes uniquement à ceux qui étaient les sujets des films.
L'émission a fait l'objet d'un documentaire de l'ONF en 1968. Elle a également été explorée dans un épisode de la série Pionniers de l'ONF sur la chaîne Documentary Channel. Il fait l'objet d'une collection d'essais et de documents d'archives édités par Thomas Waugh, Michael Brendan Baker et Ezra Winton, Challenge for Change: Activist Documentary at the National Film Board of Canada (McGill-Queen's University Press, 2010).

## Le processus Fogo
L'île de Fogo a été un tournant pour Société nouvelle avec le « Processus de Fogo », comme on l'a appelé, devenant un modèle d'utilisation des médias comme outil de développement communautaire participatif.
L'idée pour le processus de Fogo est née en 1965, avant le début du Défi pour le changement, lorsque Donald Snowden, puis directeur du département de vulgarisation de l'Université Memorial de Terre-Neuve - a été consterné par le Rapport sur la pauvreté au Canada du Conseil économique du Canada. Snowden voulait produire une série de films pour présenter ce que les Terre-Neuviens pensaient de la pauvreté et d'autres problèmes. En 1967, alors que Société nouvelle  était déjà en cours, Snowden a discuté de ses idées avec Low et l'a présenté à Fred Earle, l'officier de terrain de l'université à Fogo Island.
Low a crédité Earle d'avoir suscité son intérêt pour le projet : « Je suis allé à Fogo Island principalement parce que j'ai été impressionné par Fred Earle. J'ai eu une idée si rien de plus ne se passait, je pourrais faire un film sur un excellent agent de développement communautaire qui aiderait à justifier notre implication. » La narration en voix off de Introduction to Fogo Island témoigne également de son rôle clé, déclarant qu'Earle « est né et a grandi sur l'île de Fogo. Il connaît et est connu de tous ses habitants… nous, en tant qu'étrangers, avons estimé que nous ne pourrions jamais entrer dans une telle communauté sans l'aide d'une telle personne.".
Dans les films, les habitants de l'île de Fogo ont identifié un certain nombre de problèmes clés : l'incapacité à s'organiser, le besoin de communication, le ressentiment envers la réinstallation et la colère que le gouvernement semblait prendre des décisions concernant leur avenir sans consultation. Low a décidé de montrer les films aux habitants de Fogo et trente-cinq projections distinctes ont été organisées avec un nombre total de téléspectateurs atteignant 3 000. Il est devenu clair que si les gens n'étaient pas toujours à l'aise pour discuter de problèmes les uns avec les autres en face à face, ils étaient à l'aise pour expliquer leur point de vue sur un film. En se regardant eux-mêmes et leurs voisins à l'écran, les insulaires ont commencé à se rendre compte qu'ils vivaient tous les mêmes problèmes.
Il y avait des inquiétudes à l'Université Memorial concernant les conséquences politiques des critiques du gouvernement exprimées dans les films. Il a été décidé que le premier ministre de Terre-Neuve et son cabinet devraient visionner les films. Cela a eu pour effet de permettre aux pêcheurs de parler à leurs ministres. Le ministre de la Pêche, Aidan Maloney, a également demandé de répondre aux critiques sur le film. Cela a facilité une communication bidirectionnelle entre les membres de la communauté et les décideurs. Les films ont contribué à un sentiment de communauté à l'échelle de l'île et ont aidé les gens à rechercher des alternatives à la réinstallation.

## Projets

### L'équipe de cinéastes autochtones
L'équipe de cinéastes autochtones (Indian Film Crew) était un programme de films des Premières Nations pionnier dans Société nouvelle. Leurs crédits incluent le documentaire de 1969 These Are My People.

### Série de mères qui travaillent
Une collection de onze films de 1974 à 1975 produits et réalisés par l'icône de l'ONF Kathleen Shannon. Les films se concentrent sur des femmes ordinaires et présentent les contradictions et les frustrations de leur vie quotidienne. La série a jeté les bases du lancement de l'Unité des femmes de l'Office national du film, connue familièrement sous le nom de Studio D. Shannon a été la fondatrice et la première productrice exécutive.

### Montréal
Opération boule de neige, réalisé par Bonnie Sherr Klein, raconte les efforts de Dorothy Todd Hénaut alors qu'elle forme des membres de la communauté à la production vidéo alors qu'ils s'organisent pour lutter contre la ville de Montréal pour des soins médicaux abordables et accessibles. Opération boule de neige. a été la première vidéo communautaire canadienne et de nombreuses projections à travers le Canada et les États-Unis ont inspiré une multitude de projets similaires.

## Héritage
Donald Snowden a appliqué le processus Fogo dans le monde entier jusqu'à sa mort en Inde en 1984.
En 2007, l'ONF a lancé Filmmaker-in-Residence, un projet multimédia basé sur le modèle de Société nouvelle, avec des travailleurs de la santé de première ligne, en partenariat avec l'hôpital St. Michael's de Toronto. Le défi du changement a également été cité comme source d'inspiration pour le Web-documentaire 2011 de l'ONF, One Millionth Tower (en).

## Voir également
- À St-Henri le cinq septembre, un documentaire de 1962 dont l'aversion du public a contribué à l'élaboration par l'ONF d'une approche cinématographique participative